# Siomakî, Slavuta
Siomakî (în ucraineană Сьомаки) este o comună în raionul Slavuta, regiunea Hmelnîțkîi, Ucraina, formată numai din satul de reședință.

## Demografie
Componența lingvistică a comunei Siomakî
     Ucraineană (98,71%)
     Rusă (1,29%)
Conform recensământului din 2001, majoritatea populației comunei Siomakî era vorbitoare de ucraineană (98,71%), existând în minoritate și vorbitori de rusă (1,29%).